# Feuilla
Feuilla  en occitan Fulhan , est une commune française, située dans le Sud-Est du département de l'Aude en région Occitanie.
Sur le plan historique et culturel, la commune fait partie du massif des Corbières, un chaos calcaire formant la transition entre le Massif central et les Pyrénées. Exposée à un climat méditerranéen, elle est drainée par le Rieu, le ruisseau de l'Aréna, le ruisseau de Saint-Francois et par divers autres petits cours d'eau. Incluse dans le parc naturel régional de la Narbonnaise en Méditerranée, la commune possède un patrimoine naturel remarquable : un site Natura 2000 (les « basses Corbières »), un espace protégé (« Sauve Plane ») et quatre zones naturelles d'intérêt écologique, faunistique et floristique.
Feuilla est une commune rurale qui compte 107 habitants en 2022, après avoir connu un pic de population de 269 habitants en 1891. Ses habitants sont appelés les Feuillans ou  Feuillanes.

## Géographie

### Localisation
Feuilla est une commune située dans les Corbières. Elle est limitrophe du département des Pyrénées-Orientales.

### Communes limitrophes
Les communes limitrophes sont  Caves, Embres-et-Castelmaure, Fitou, Fraissé-des-Corbières, Opoul-Périllos, Roquefort-des-Corbières et Treilles.
|                       | Roquefort-des-Corbières              | La Palme (par un quadripoint), Caves |
| Fraissé-des-Corbières | Feuilla                              | Treilles                             |
| Embres-et-Castelmaure | Opoul-Périllos (Pyrénées-Orientales) | Fitou                                |

### Géologie et relief

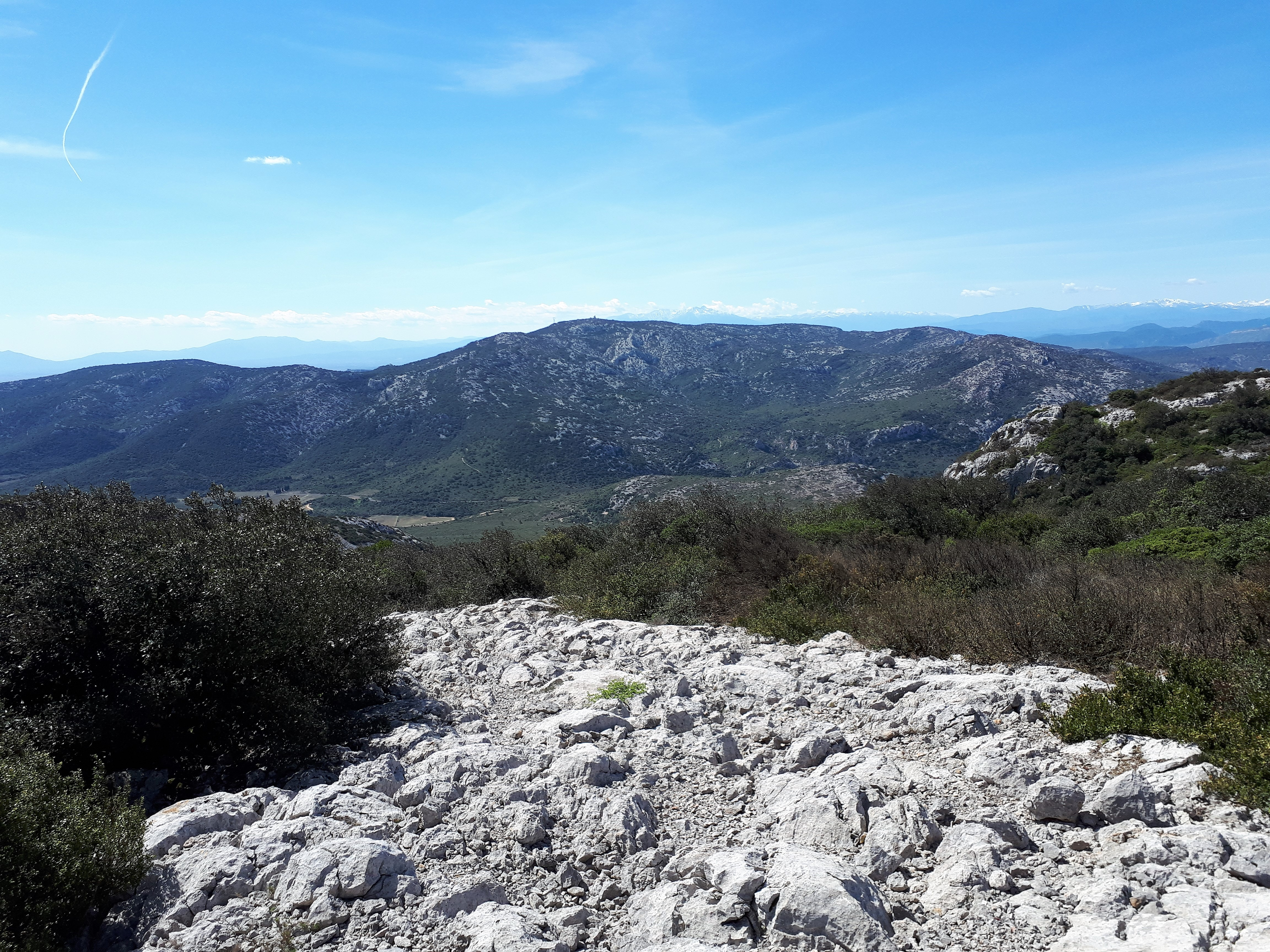
Vue depuis le pic du Pied du Poul vers Montoulié (altitude 707 mètres), sur la partie ouest de la commune. Les deux massifs reposent sur des calcaires du Jurassique supérieur et du Crétacé inférieur. Le terrain d'altitude inférieure situé entre les deux (où passe la route D27, par le col de Feuilla, reliant les villages de Feuilla et de Saint-Jean-de-Barrou) est dans une zone de marnes triasiques.

Feuilla se situe en zone de sismicité 2 (sismicité faible).

### Hydrographie
La commune est dans la région hydrographique « Côtiers méditerranéens », au sein du bassin hydrographique Rhône-Méditerranée-Corse. Elle est drainée par le Rieu, le ruisseau de l'Arène, le ruisseau de Saint-Francois, le ruisseau de Cassoulet, le ruisseau de Gauja, le ruisseau de la Font Couverte et le ruisseau de Mezerac, qui constituent un réseau hydrographique de 15 km de longueur totale,.
Le Rieu, d'une longueur totale de 17,3 km, prend sa source sur le territoire communal et s'écoule d'ouest en est. Il traverse la commune et se jette dans l'étang de La Palme à Leucate, après avoir traversé 4 communes.

### Climat
Pour des articles plus généraux, voir Climat de l'Occitanie et Climat de l'Aude.
En 2010, le climat de la commune est de type climat méditerranéen franc, selon une étude s'appuyant sur une série de données couvrant la période 1971-2000. En 2020, Météo-France publie une typologie des climats de la France métropolitaine dans laquelle la commune est exposée à un climat méditerranéen et est dans la région climatique Provence, Languedoc-Roussillon, caractérisée par une pluviométrie faible en été, un très bon ensoleillement (2 600 h/an), un été chaud (21,5 °C), un air très sec en été, sec en toutes saisons, des vents forts (fréquence de 40 à 50 % de vents > 5 m/s) et peu de brouillards.
Pour la période 1971-2000, la température annuelle moyenne est de 14,7 °C, avec une amplitude thermique annuelle de 15,1 °C. Le cumul annuel moyen de précipitations est de 719 mm, avec 6,2 jours de précipitations en janvier et 3 jours en juillet. Pour la période 1991-2020, la température moyenne annuelle observée sur la station météorologique la plus proche, située sur la commune de Fitou à 7 km à vol d'oiseau, est de 17,3 °C et le cumul annuel moyen de précipitations est de 558,8 mm,. Pour l'avenir, les paramètres climatiques de la commune estimés pour 2050 selon différents scénarios d’émission de gaz à effet de serre sont consultables sur un site dédié publié par Météo-France en novembre 2022.

### Milieux naturels et biodiversité

#### Espaces protégés
La protection réglementaire est le mode d’intervention le plus fort pour préserver des espaces naturels remarquables et leur biodiversité associée,.
La commune fait partie du parc naturel régional de la Narbonnaise en Méditerranée, créé en 2003 et d'une superficie de 68 350 ha, qui s'étend sur 21 communes du département. Composé de la majeure partie des milieux lagunaires du littoral audois et de ses massifs environnants, ce territoire représente en France l’un des rares et derniers grands sites naturels préservés, de cette ampleur et de cette diversité en bordure de Méditerranée (Golfe du Lion).
Un  autre espace protégé est présent sur la commune : 
« Sauve Plane », objet d'un arrêté de protection de biotope, d'une superficie de 288,8 ha.

#### Réseau Natura 2000

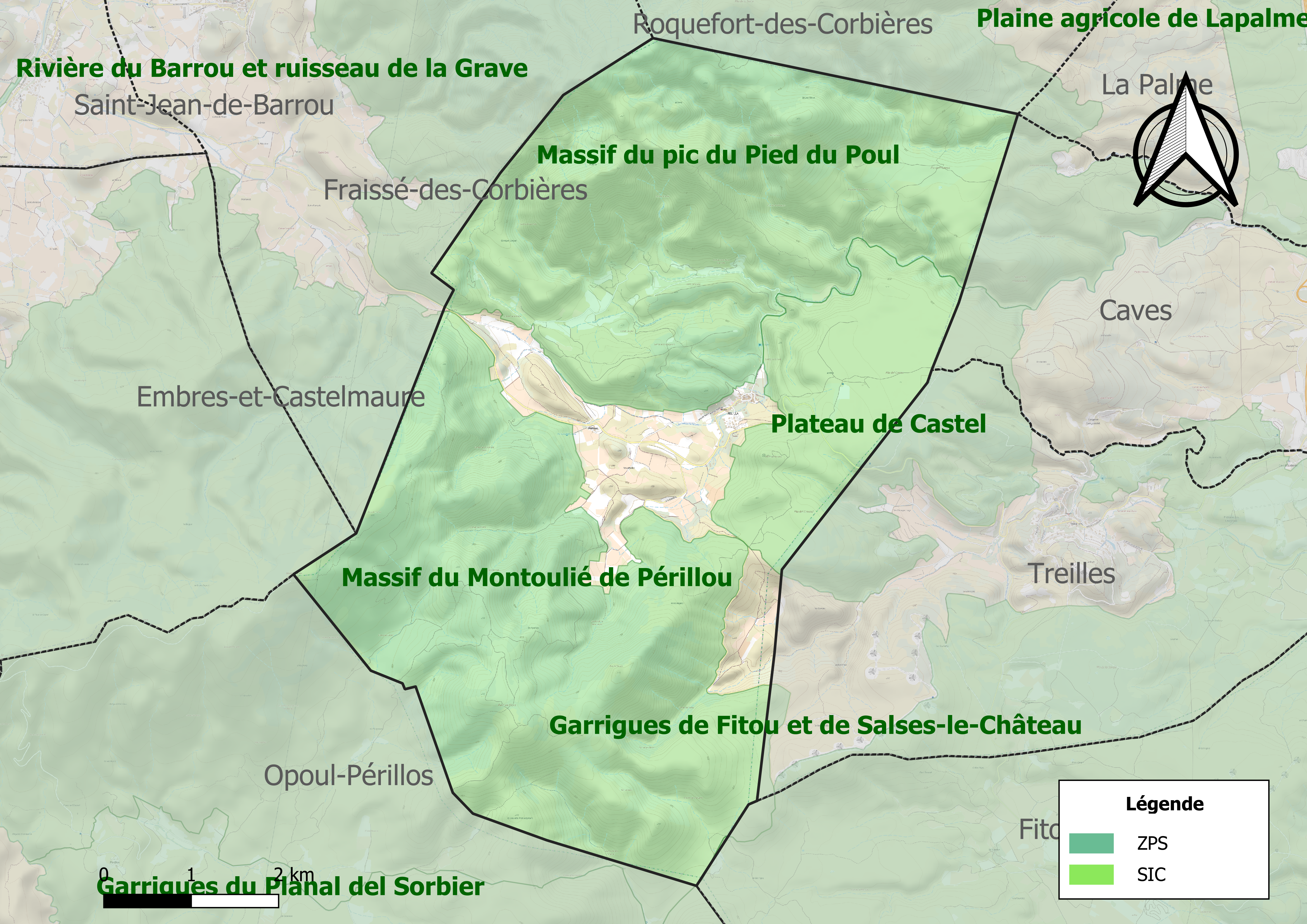
Sites Natura 2000 sur le territoire communal.

Le réseau Natura 2000 est un réseau écologique européen de sites naturels d'intérêt écologique élaboré à partir des directives habitats et oiseaux, constitué de zones spéciales de conservation (ZSC) et de zones de protection spéciale (ZPS). Un site Natura 2000 a été défini sur la commune au titre  de la directive oiseaux : les « basses Corbières », d'une superficie de 29 495 ha, un site important pour la conservation des rapaces : l'Aigle de Bonelli, l'Aigle royal, le Grand-duc d'Europe, le Circaète Jean-le-Blanc, le Faucon pèlerin, le Busard cendré, l'Aigle botté.

#### Zones naturelles d'intérêt écologique, faunistique et floristique
L’inventaire des zones naturelles d'intérêt écologique, faunistique et floristique (ZNIEFF) a pour objectif de réaliser une couverture des zones les plus intéressantes sur le plan écologique, essentiellement dans la perspective d’améliorer la connaissance du patrimoine naturel national et de fournir aux différents décideurs un outil d’aide à la prise en compte de l’environnement dans l’aménagement du territoire. Trois ZNIEFF de type 1 sont recensées sur la commune :
- le « massif du Montoulié de Périllou » (3 271 ha), couvrant 6 communes dont 5 dans l'Aude et 1 dans les Pyrénées-Orientales[22] ;
- le « massif du pic du Pied du Poul » (2 515 ha), couvrant 5 communes du département[23] ;
- le « plateau de Castel » (513 ha), couvrant 3 communes du département[24] ;

et une ZNIEFF de type 2, : les « Corbières orientales » (30 263 ha), couvrant 19 communes dont 12 dans l'Aude et 7 dans les Pyrénées-Orientales.

Carte des ZNIEFF de type 1 et 2 à Feuilla.
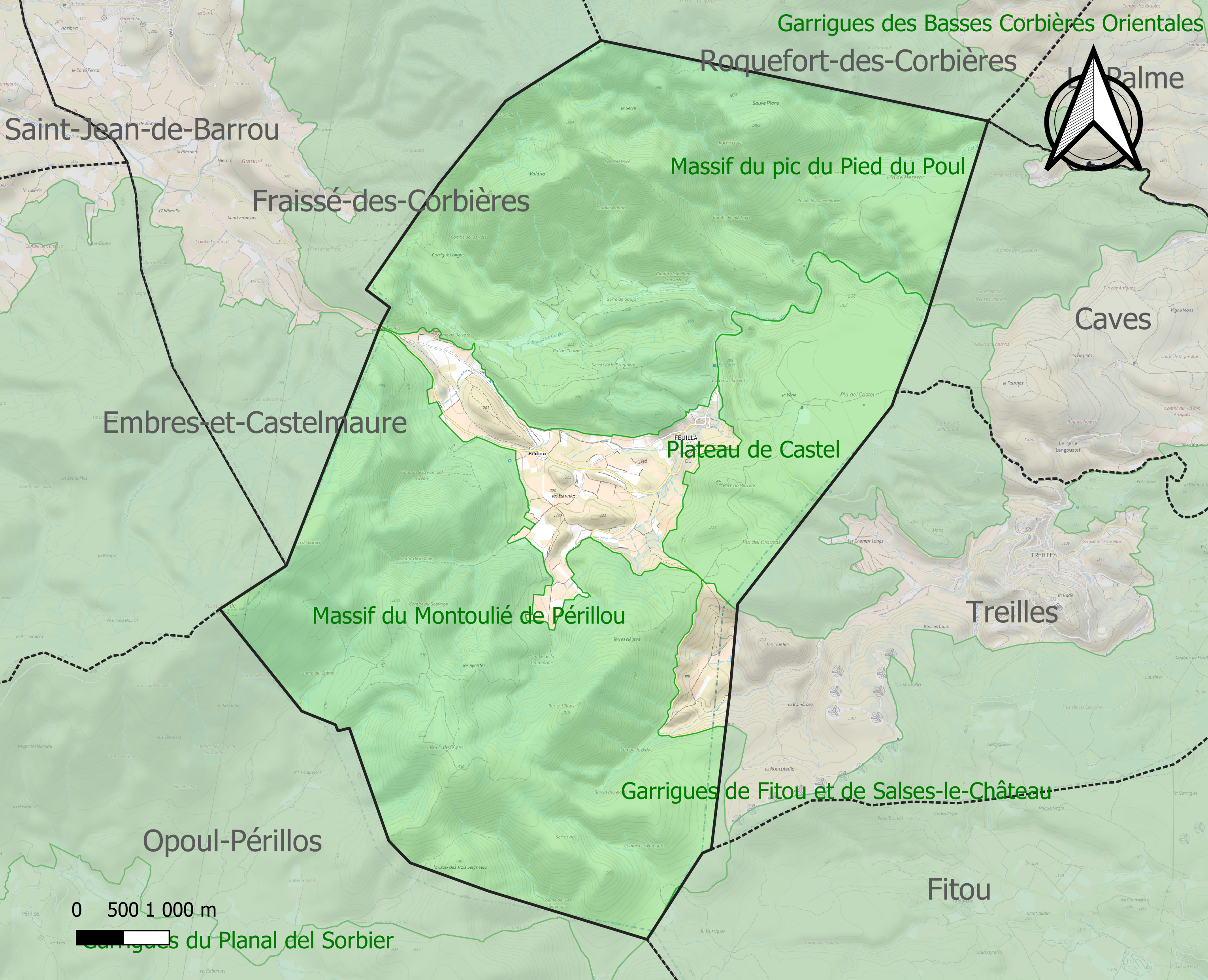
Carte des ZNIEFF de type 1 sur la commune.
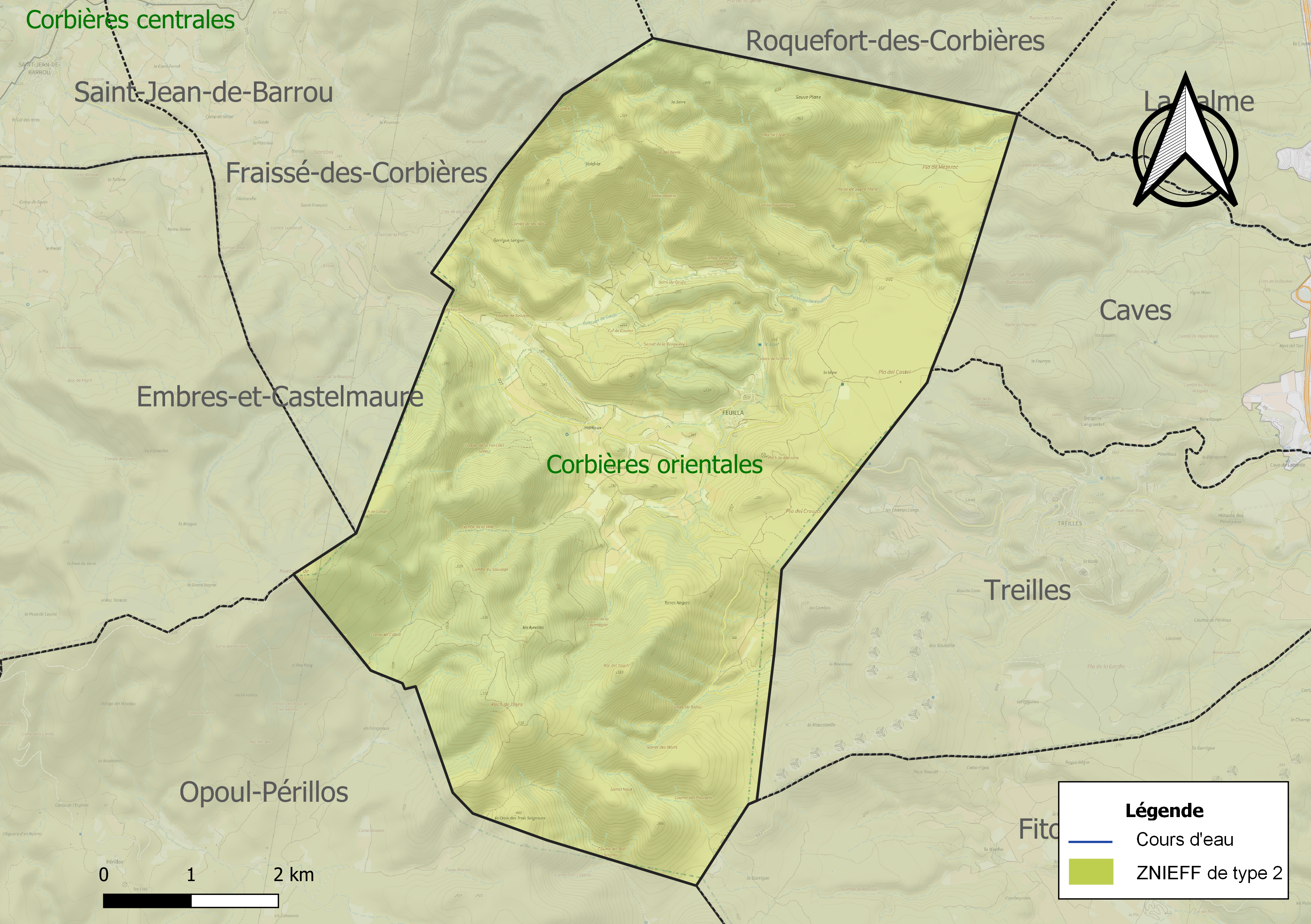
Carte de la ZNIEFF de type 2 sur la commune.

## Urbanisme

### Typologie
Au 1er janvier 2024, Feuilla est catégorisée commune rurale à habitat dispersé, selon la nouvelle grille communale de densité à 7 niveaux définie par l'Insee en 2022.
Elle est située hors unité urbaine et hors attraction des villes,.

### Occupation des sols
L'occupation des sols de la commune, telle qu'elle ressort de la base de données européenne d’occupation biophysique des sols Corine Land Cover (CLC), est marquée par l'importance des forêts et milieux semi-naturels (90,5 % en 2018), une proportion sensiblement équivalente à celle de 1990 (90,6 %). La répartition détaillée en 2018 est la suivante : milieux à végétation arbustive et/ou herbacée (90,5 %), cultures permanentes (8,5 %), zones agricoles hétérogènes (1 %). L'évolution de l’occupation des sols de la commune et de ses infrastructures peut être observée sur les différentes représentations cartographiques du territoire : la carte de Cassini (XVIIIe siècle), la carte d'état-major (1820-1866) et les cartes ou photos aériennes de l'IGN pour la période actuelle (1950 à aujourd'hui).

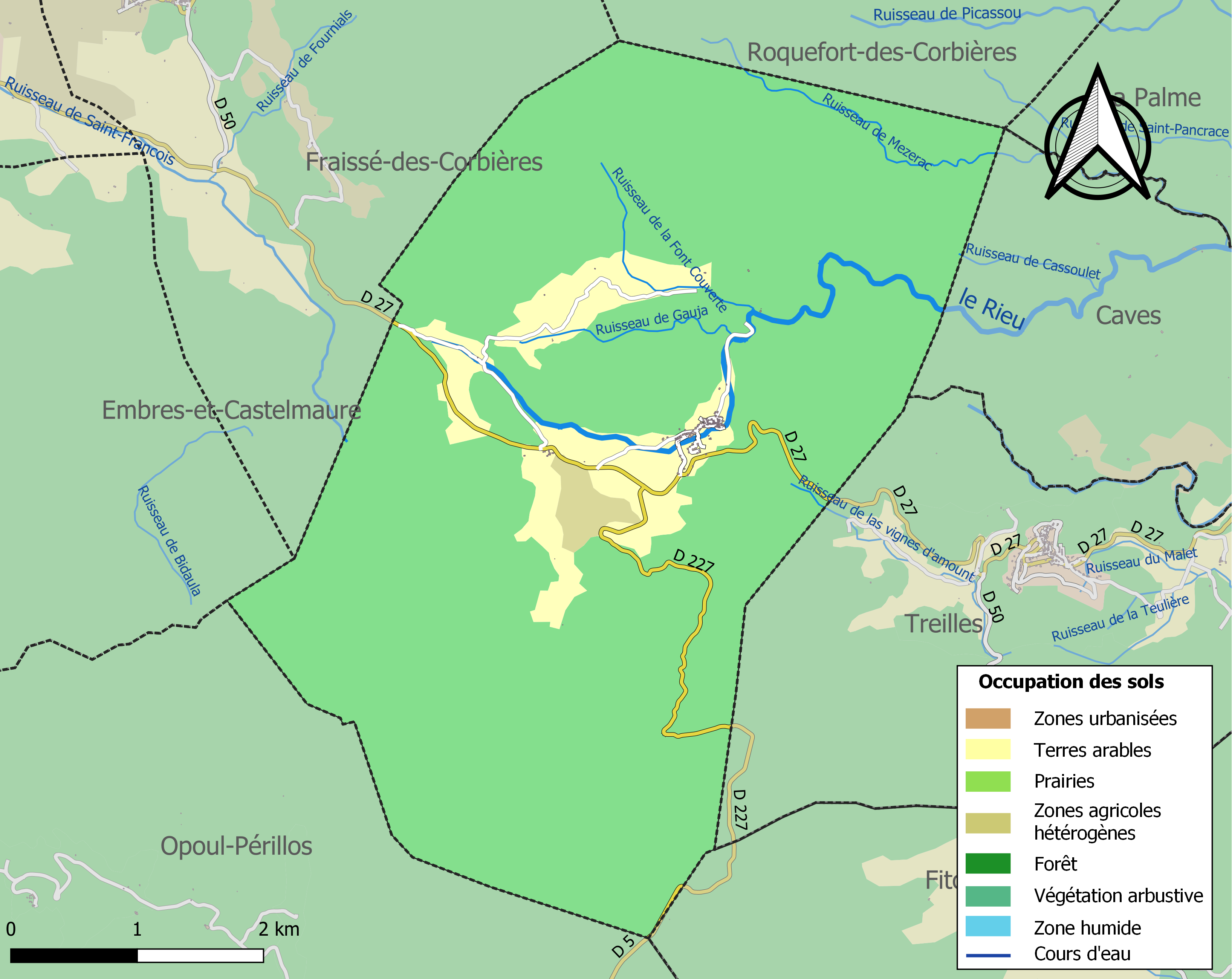
Carte des infrastructures et de l'occupation des sols de la commune en 2018 (CLC).

### Risques majeurs
Le territoire de la commune de Feuilla est vulnérable à différents aléas naturels : météorologiques (tempête, orage, neige, grand froid, canicule ou sécheresse), feux de forêts et séisme (sismicité faible). Un site publié par le BRGM permet d'évaluer simplement et rapidement les risques d'un bien localisé soit par son adresse soit par le numéro de sa parcelle.

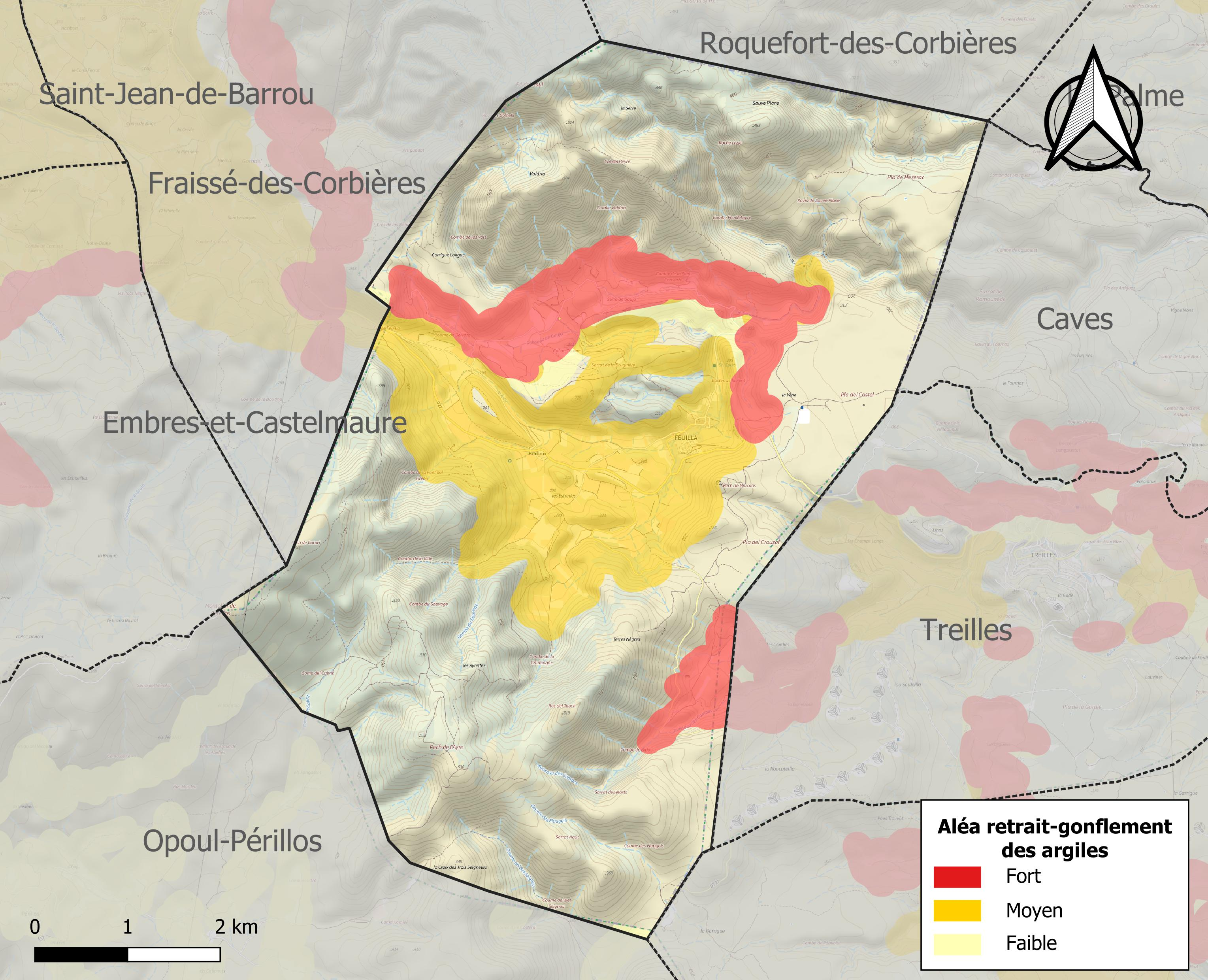
Carte des zones d'aléa retrait-gonflement des sols argileux de Feuilla.

Le retrait-gonflement des sols argileux est susceptible d'engendrer des dommages importants aux bâtiments en cas d’alternance de périodes de sécheresse et de pluie. 27,4 % de la superficie communale est en aléa moyen ou fort (75,2 % au niveau départemental et 48,5 % au niveau national). Sur les 121 bâtiments dénombrés sur la commune en 2019, 119 sont en aléa moyen ou fort, soit 98 %, à comparer aux 94 % au niveau départemental et 54 % au niveau national. Une cartographie de l'exposition du territoire national au retrait gonflement des sols argileux est disponible sur le site du BRGM,.

## Politique et administration

### Découpage territorial
La commune de Feuilla est membre de la communauté de communes Corbières Salanque Méditerranée, un établissement public de coopération intercommunale (EPCI) à fiscalité propre créé le 8 décembre 2016 dont le siège est à Claira. Ce dernier est par ailleurs membre d'autres groupements intercommunaux.
Sur le plan administratif, elle est rattachée à l'arrondissement de Narbonne, au département de l'Aude, en tant que circonscription administrative de l'État, et à la région Occitanie.
Sur le plan électoral, elle dépend du canton des Corbières Méditerranée pour l'élection des conseillers départementaux, depuis le redécoupage cantonal de 2014 entré en vigueur en 2015, et de la deuxième circonscription de l'Aude  pour les élections législatives, depuis le redécoupage électoral de 1986.

### Liste des maires
| Période                                  | Période  | Identité         | Étiquette | Qualité |
| ---------------------------------------- | -------- | ---------------- | --------- | ------- |
| mars 2001                                | 2014     | Henri Fauran     |           |         |
| mars 2014                                | En cours | Armand Pradalier |           |         |
| Les données manquantes sont à compléter. |          |                  |           |         |

## Démographie
| 1793 | 1800 | 1806 | 1821 | 1831 | 1836 | 1841 | 1846 | 1851 |
| ---- | ---- | ---- | ---- | ---- | ---- | ---- | ---- | ---- |
| 133  | 193  | 202  | 236  | 205  | 221  | 216  | 224  | 232  |

| 1856 | 1861 | 1866 | 1872 | 1876 | 1881 | 1886 | 1891 | 1896 |
| ---- | ---- | ---- | ---- | ---- | ---- | ---- | ---- | ---- |
| 218  | 214  | 193  | 166  | 189  | 245  | 264  | 269  | 266  |

| 1901 | 1906 | 1911 | 1921 | 1926 | 1931 | 1936 | 1946 | 1954 |
| ---- | ---- | ---- | ---- | ---- | ---- | ---- | ---- | ---- |
| 268  | 232  | 220  | 214  | 202  | 195  | 184  | 162  | 130  |

| 1962 | 1968 | 1975 | 1982 | 1990 | 1999 | 2006 | 2011 | 2016 |
| ---- | ---- | ---- | ---- | ---- | ---- | ---- | ---- | ---- |
| 124  | 106  | 81   | 70   | 68   | 78   | 96   | 96   | 104  |

| 2021 | 2022 | - | - | - | - | - | - | - |
| ---- | ---- | - | - | - | - | - | - | - |
| 108  | 107  | - | - | - | - | - | - | - |

## Économie

### Emploi
| Division       | 2008   | 2013   | 2018   |
| -------------- | ------ | ------ | ------ |
| Commune        | 16,2 % | 20 %   | 18,3 % |
| Département    | 10,2 % | 12,8 % | 12,6 % |
| France entière | 8,3 %  | 10 %   | 10 %   |

En 2018, la population âgée de 15 à 64 ans s'élève à 61 personnes, parmi lesquelles on compte 68,3 % d'actifs (50 % ayant un emploi et 18,3 % de chômeurs) et 31,7 % d'inactifs,. Depuis 2008, le taux de chômage communal (au sens du recensement) des 15-64 ans est supérieur à celui de la France et du département.
La commune est hors attraction des villes,. Elle compte 19 emplois en 2018, contre 19 en 2013 et 14 en 2008. Le nombre d'actifs ayant un emploi résidant dans la commune est de 33, soit un indicateur de concentration d'emploi de 59,2 % et un taux d'activité parmi les 15 ans ou plus de 47,3 %.
Sur ces 33 actifs de 15 ans ou plus ayant un emploi, 17 travaillent dans la commune, soit 53 % des habitants. Pour se rendre au travail, 78,1 % des habitants utilisent un véhicule personnel ou de fonction à quatre roues, 3,1 % les transports en commun, 3,1 % s'y rendent en deux-roues, à vélo ou à pied et 15,6 % n'ont pas besoin de transport (travail au domicile).

### Activités hors agriculture
Quatorze établissements sont implantés  à Feuilla au 31 décembre 2019.
Le secteur des activités spécialisées, scientifiques et techniques et des activités de services administratifs et de soutien est prépondérant sur la commune puisqu'il représente 35,7 % du nombre total d'établissements de la commune (5 sur les 14 entreprises implantées  à Feuilla), contre 13,3 % au niveau départemental.

### Agriculture
|                                   | 1988 | 2000 | 2010 |
| --------------------------------- | ---- | ---- | ---- |
| Exploitations                     | 16   | 10   | 5    |
| Superficie agricole utilisée (ha) | 150  | 73   | 331  |

La commune fait partie de la petite région agricole dénommée « Région viticole ». En 2010, l'orientation technico-économique de l'agriculture  sur la commune est la polyculture et le polyélevage. Cinq exploitations agricoles ayant leur siège dans la commune sont dénombrées lors du recensement agricole de 2010 (douze en 1988). La superficie agricole utilisée est de 331 ha.

## Culture locale et patrimoine

### Lieux et monuments
- Jardin botanique de Foncaude.
- Église de l'Assomption-de-la-Vierge de Feuilla.

### Héraldique
| Blason de Feuilla | Blason  | D'argent à trois feuilles de vigne de sinople.                    |
| Blason de Feuilla | Détails | Armes parlantes. Le statut officiel du blason reste à déterminer. |